# 머피 던
머피 던(Murphy Dunne, 1942년 6월 22일 ~ )은 미국의 음악가, 배우이다. 시카고에서 태어났다.

## 출연 작품
- 양파 무비 (2008년)
- 노바디 노우스 애니씽! (2003년) - 정신과의사 역
- 바그다드의 소년들 (2002년)
- 모스맨 (2002년)
- 블루스 브라더스 2000 (1998년)
- 글렌게리 글렌 로스 (1992년)
- 강력계의 영웅 (1988년)
- 퍼펙트 (1985년)
- 그로잉 페인스 (1984년)홍키 통키 프리웨이 (1981년)
- 더 라스트 메리드 커플 인 아메리카 (1980년)
- 블루스 브라더스 (1980년)
- 메인 이벤트 (1979년)
- 오, 하느님! (1977년)
- 고소공포증 (1977년)

### 텔레비전
- 미녀 첩보원 (1985-87, Scarecrow and Mrs. King)
- 달리는 사이먼 (1981년)